# Каліново (Елцький повіт)
Каліново (пол. Kalinowo, нім. Kallinowen) — село в Польщі, у гміні Каліново Елцького повіту Вармінсько-Мазурського воєводства.
Населення — 767 осіб (2011).

## Демографія
Демографічна структура станом на 31 березня 2011 року:
|          | Загалом | Допрацездатний вік | Працездатний вік | Постпрацездатний вік |
| -------- | ------- | ------------------ | ---------------- | -------------------- |
| Чоловіки | 398     | 96                 | 266              | 36                   |
| Жінки    | 369     | 64                 | 243              | 62                   |
| Разом    | 767     | 160                | 509              | 98                   |